# Reflexo vestíbulo-ocular

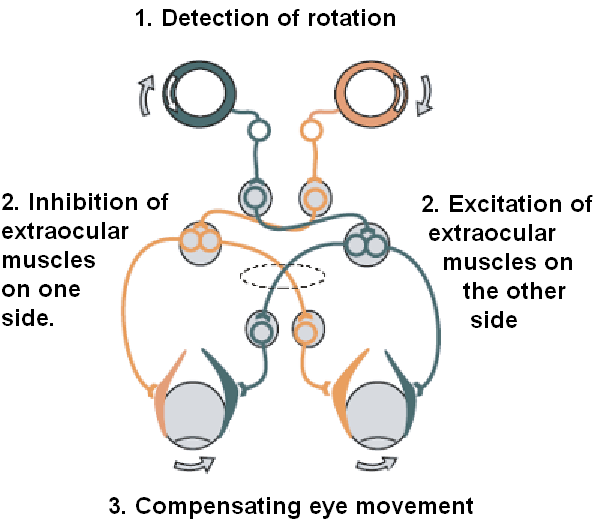
O reflexo vestíbulo-ocular. Uma rotação da cabeça é detectada, o que desencadeia um sinal inibitório para os músculos extra-oculares de um lado e um sinal de excitação para os músculos do outro lado. O resultado é um movimento de compensação dos olhos

O reflexo vestíbulo ocular (RVO) é responsável por estabilizar a imagem na retina durante os movimentos rápidos da cabeça . Para manter a imagem estável durante movimentos rápidos, o RVO desencadeia movimentos oculares na mesma velocidade e na direção oposta aos movimentos da cabeça, ou seja, o RVO desencadeia movimentos dos olhos que contrabalançam os movimentos da cabeça. Por se tratar de um arco reflexo de 3 neurônios – gânglio vestibular, núcleo vestibular e núcleos motores oculares.  Por meio do funcionamento desse RVO podemos realizar atividades físicas como correr, caminhar e outros esportes. 